# 野田真奈
野田 真奈（のだ まな）は日本のボディビルダー。IFBBプロ・Bikini。「Mana」の愛称で親しまれるアメリカNPC(National Physique Committee)で実績を残した日本を代表する女性ボディビルダーの一人で、日本人女性で初めてMR.OLYMPIAのBIKINIのステージに立った。また、セクシーゴリラの愛称で『人生が変わる1分間の深イイ話』（日本テレビ）をはじめとするテレビ番組にも多数出演し、ストイックな食生活や筋力トレーニングを行いながら女性の美を追求し、多くの女性ファンを持つパーソナルトレーナーでもある。
広島大学で学び、株式会社エムジェイディーバ専務取締役、BOOTY FITNESSファウンダー兼代表、一般社団法人日本マッスル＆フィットネス協会理事。

## 戦歴

### IFBB NPC 受賞歴
2014年
- IFBB Mr.Olympia Bikini MS 2nd Callout
- NPC Central Carifornia Championship BIKINI 準優勝

2015年
- Mr.OLYMPIA BIKINI MS 7位
- NPC THUNDERDOME CHAMPIONSHIP 5位
- Arnold Amateur IFBB BIKINI

2016年
- Mr.OLYMPIA BIKINI MS 7位
- NPC Central California Championships Bikini総合優勝
- NPC MUSCLECONTEST Bikini総合優勝

2017年
- NPC Shawn Ray’s Hawaiian Classic 4位

2018年
- NPC Kuclo Classic 3位
- NPC LEGENDS CLASSIC 3位

#### JBBF 受賞歴
2010年
- 関西ミス健康美 優勝

2011年
- 関西ミスフィットネス 優勝

2012年
- 関西ミスボディフィットネス 準優勝

2013年
- ジャパンオープンミスフィットネス 優勝

2014年
- 大阪フィットネスビキニ163cm超級 優勝